# Лунд, Кустас Кустасович
Кустас Кустасович Лунд — советский хозяйственный и государственный деятель, лауреат Государственной премии СССР за выдающиеся достижения в труде.

## Биография
Родился в 1930 году в Эстонии. Член КПСС.
В 1953—1990 — тракторист колхоза «Тасуя» Раплаского района Эстонской ССР
.
За получение высоких и устойчивых урожаев овощей, картофеля, хлопка, винограда, фруктов, чая и бахчевых культур на основе умелого использования техники, улучшения организации работ, повышения культуры земледелия был в составе коллектива удостоен Государственной премии СССР за выдающиеся достижения в труде 1978 года.
Жил в Эстонии.

## Награды
- Орден Ленина (1972)
- Орден Трудового Красного Знамени (1966, 1971)